# Ščit, Šmartno pri Litiji
Ščit este o localitate din comuna Šmartno pri Litiji, Slovenia, cu o populație de 17 locuitori.